# Punto di de Longchamps
In geometria il punto di de Longchamps, che prende il nome dal matematico francese Gohierre de Longchamps, è il punto simmetrico all'ortocentro di un triangolo rispetto al circocentro.
Il punto di de Longchamps è anche l'ortocentro del triangolo anticomplementare e il punto d'intersezione tra la retta di Eulero e la retta di Soddy.